# Општина Крачунешти (Муреш)
Крачунешти (рум. Crăciuneşti) општина је у Румунији у округу Муреш.
Oпштина се налази на надморској висини од 307 m.